# Mallosia costata
Mallosia costata är en skalbaggsart som beskrevs av Maurice Pic 1898. Mallosia costata ingår i släktet Mallosia och familjen långhorningar. Inga underarter finns listade i Catalogue of Life.